# ایزولا (میسیسیپی)
ایزولا (به انگلیسی: Isola) شهرکی در ایالت میسیسیپی کشور ایالات متحده آمریکا است که جمعیت آن در سرشماری سال ۲۰۱۰ میلادی، ۷۱۳
نفر بوده‌است.